# No Light, No Light
No Light, No Light è un singolo del gruppo musicale britannico Florence and the Machine, il secondo estratto dal secondo album in studio Ceremonials e pubblicato il 16 gennaio 2012.

## Descrizione
Il brano è stato registrato nel 2011 agli Abbey Road Studios. Secondo Welch, No Light, No Light è stata la prima canzone scritta da lei per il loro album. Durante un'intervista agli MTV News, Florence Welch ha confermato che la pubblicazione della canzone avverrà nel gennaio 2012.
Anche No Light, No Light si presenta come un brano gospel e rock che contiene le sonorità di organi, campane e tamburelli come cornice strumentale.

## Video
Un video musicale che accompagna la canzone è stato diffuso da Florence Welch sul sito ufficiale dei FLorence and the Machine di YouTube su VEVO il 18 novembre 2011. Il video è stato diretto dal duo islandese Arni & Kinski.

## Tracce
UK iTunes Single
1. No Light, No Light – 4:34
2. No Light, No Light (Breakage's One Moment Less For Mortimer Mix) – 4:14
3. No Light, No Light (DAS Remix) – 4:39